# Joseph Pitton de Tournefort
Pour les articles homonymes, voir Tournefort.
 (juin 2020).
Joseph Pitton de Tournefort (3 juin 1656, Aix-en-Provence – 28 décembre 1708, Paris) est un botaniste français.

## Naissance et études
Joseph Pitton de Tournefort serait en fait né un peu avant la date du 3 juin 1656 car les registres de la paroisse Saint-Sauveur d'Aix-en-Provence précisent qu'il a reçu le baptême le 3 juin 1656,. 
- Jean Martin Pitton, père de Scholastique Pitton, historien célèbre de la ville d'Aix-en-Provence et auteur d'une Histoire de la ville d'Aix (1666) ;
- Louis Pitton, grand-père de Joseph.

Son père, Pierre Pitton, écuyer, seigneur de Tournefort, époux de Marguerite Marie Aymare de Fagoue, possède une fortune assez considérable ; il destine son fils Joseph à l'état ecclésiastique. Joseph fait ses études chez les Jésuites où il acquiert de solides connaissances. Il se passionne très vite pour la botanique et en reçoit les premières notions chez un apothicaire d'Aix-en-Provence. La mort de son père le laisse libre de suivre ses intérêts personnels, notamment dans le domaine de la botanique.[réf. nécessaire]

## Le chercheur et l'enseignant
En 1678, il parcourt, parfois accompagné de Charles Plumier, la Savoie et le Dauphiné d'où il rapporte quantité de plantes pour commencer son herbier. En 1679, il part à Montpellier étudier la médecine et l'anatomie mais aussi la flore de cette région ,. En 1681, il gagne Barcelone dont il explore les environs. Sa vie y est rude, on[Qui ?] dit qu'il doit cacher son argent dans son pain noir pour échapper aux voleurs. À la fin de 1681, il rentre à Montpellier et à Aix-en-Provence pour augmenter son herbier de ses dernières récoltes.[réf. nécessaire]
En 1683, l'herbier qu'il a constitué est si riche et sa renommée telle que par l'entremise de Mme de Venelle, Guy-Crescent Fagon (1638-1718) le fait venir à Paris pour lui confier sa chaire de botanique au Jardin des Plantes (1683) établi par Louis XIII pour l'instruction des jeunes étudiants en médecine. Ses cours sont célèbres et attirent de très nombreux auditeurs, y compris de l'étranger. Il continue néanmoins de voyager en Espagne et au Portugal, en Andalousie où il s'intéresse à la reproduction des palmiers. Il va aussi en Hollande où il rencontre Paul Hermann (1646-1695), professeur de botanique à Leyde, qui lui propose sa place de professeur. Il refuse cette offre.

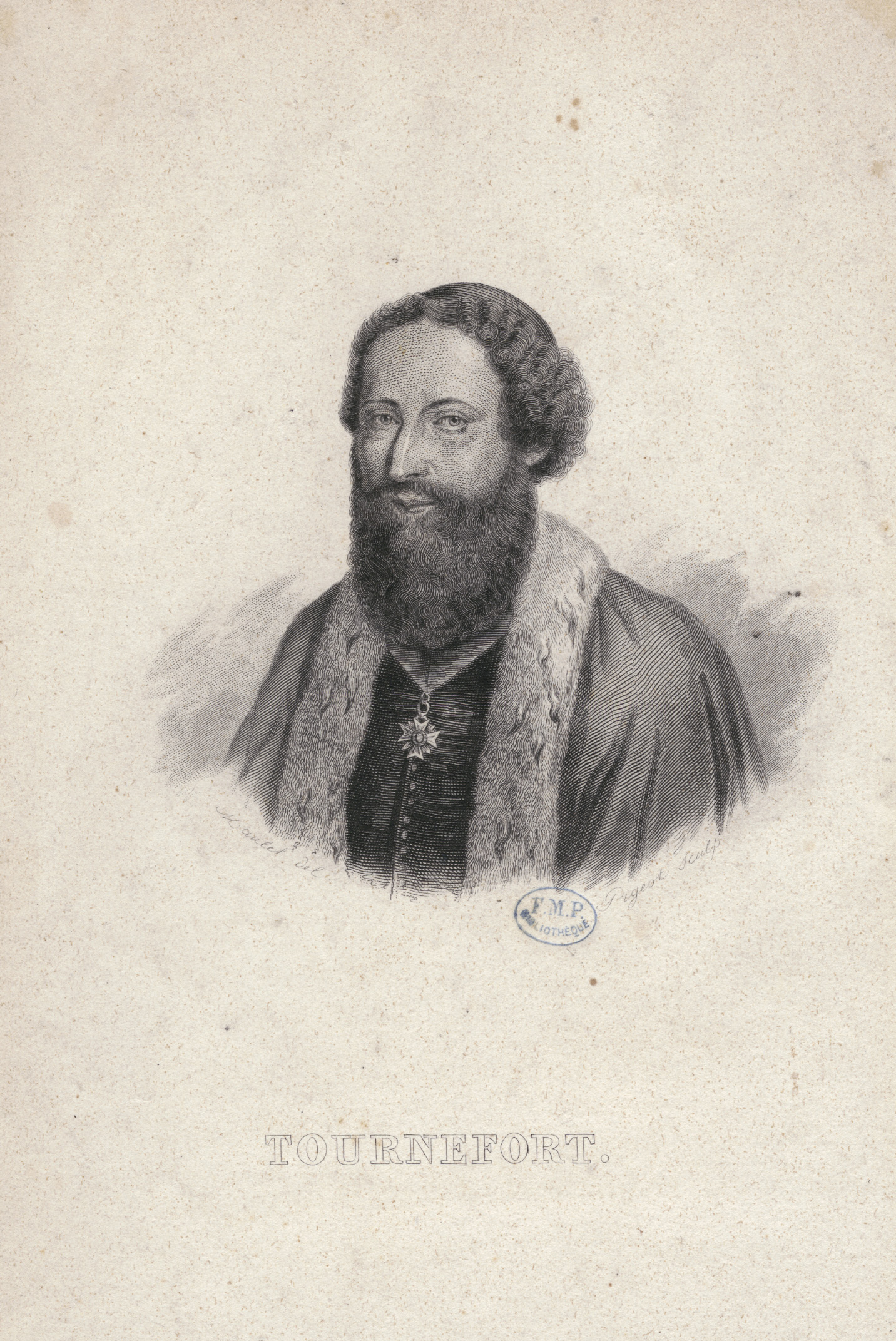
François Pigeot, Tournefort, gravure d'après Amédée Maulet.

Tournefort est suppléant de Guy-Crescent Fagon au Jardin royal des plantes médicinales, et en 1691, est reçu à l'Académie des sciences. Il s'oppose à Nicolas et Jean Marchant, qui développe sous la protection de Colbert un jardin de plantes rares autonome au sein du Jardin des Plantes, et décrivent pour les Mémoires pour servir à l'histoire des plantes de Denis Dodart de nouvelles espèces.
En 1694, année de l'abandon par l'Académie de Histoire Naturelle des plantes, monumental projet de catalogage des espèces végétales, il publie son premier ouvrage Éléments de botanique ou méthode pour connaître les plantes en trois volumes. Il précise dans la première page de son « Avertissement » que « la méthode suivie est fondée sur la structure des fleurs et des fruits. On ne saurait s'en écarter sans se jeter dans d'étranges embarras… ». L'ouvrage est illustré de 451 excellentes planches de Claude Aubriet et obtient immédiatement un énorme succès ; il le traduit lui-même en latin sous le titre Institutiones rei herbariae pour qu'il puisse être lu dans toute l'Europe.
La même année, il fait replanter l'école de botanique du Jardin royal pour la distribuer suivant son célèbre système et fait supprimer le poste indépendant de « directeur de la culture » de Jean Marchant.
En 1696, il est reçu docteur de la faculté de médecine de Paris.[réf. nécessaire] En 1698, il fait paraître une flore parisienne sous le titre d'Histoire des plantes qui naissent aux environs de Paris, avec leur usage en médecine, petit volume de 543 pages dédié à Fagon.

### Nouvelle classification
Il fait avancer la classification en botanique, en s'appuyant sur une classification en fonction de la forme des fleurs et des fruits : le type de fleur détermine la classe ; celui du fruit donne le genre ; et les feuilles, le port de la plante, etc. indiquent l'espèce. En comparaison, le système de Linné (1735-1758 et surtout 1753) distingue les plantes principalement par le nombre, la proportion et la situation des étamines et des pistils des fleurs. Pour autant, Tournefort n'abandonne pas encore la distinction traditionnelle arbres/plantes. Pour lui, « il est absolument nécessaire [...] de rassembler comme par bouquets les plantes qui se ressemblent et de les séparer de celles qui ne se ressemblent pas » ; il dit également : « Il faut appliquer une méthode précise au baptême des plantes de peur que les noms des plantes n'atteignent le nombre même des plantes ». Il introduit le concept moderne de genre en classant quelques dizaines de milliers d'espèces végétales dans 700 genres répartis en 22 classes ; il réalise sa classification en fonction du caractère de la corolle : apétales (sans pétale), dialypétales ainsi que gamopétales.[réf. nécessaire]
Cependant, pour la fertilisation des fleurs il passe à côté du rôle du pollen, dans lequel il ne voit qu'un excrément.

## Le voyage au Levant

Les voyages de Tournefort.

Sur proposition de Pontchartrain et afin de faire des observations non seulement sur l'histoire naturelle et la géographie mais encore sur tout ce qui concerne le commerce, Tournefort reçoit l'ordre de Louis XIV de se rendre au Levant, ce qu'il fait avec enthousiasme. Pour cette expédition il se fait accompagner par le botaniste allemand Andreas von Gundelsheimer (1668-1715) et le peintre Claude Aubriet (1651-1743).
Il part de Paris le 9 mars 1700 pour s'embarquer à Marseille. Il en profite, dans l'attente d'un bateau, pour visiter la ville et ses environs. Il prend la mer le 23 avril. Il s'arrête d'abord en Crète puis visite les Cyclades en faisant des escales dans de nombreuses îles : Milos, Siphanto, Paros, Naxos, Amorgós, Syra, Zia, Andros, Tinos, Chios… Il visite la mer de Marmara et Constantinople. Il se rend à Sinope et Trabzon, ports de la mer Noire. À partir de cette dernière ville, il se rend par caravane à Erzurum, Kars, puis Tiflis en Géorgie qu'il qualifie de plus beau pays du monde. Il visite ensuite Erevan en Arménie et le Mont Ararat. Il revient par Kars, Angora (Ankara), Brousse, Smyrne d'où il s'embarque pour Marseille où il arrive le 3 juin 1702. Ce voyage est minutieusement rapporté dans son livre, Relation d'un voyage au Levant, publié après sa mort et constitué de XXII lettres à Ponchartrain.[réf. nécessaire]
Tournefort et ses deux compagnons connaissent au cours de ce voyage de nombreuses aventures : tempête dans les Cyclades, suspicion des autorités locales de la ville de Kars où ils sont pris pour des espions russes, manque d'encre et de papier pour constituer l'herbier. De plus Tournefort manque de se noyer avec son cheval en traversant une rivière près du Mont Ararat. Malgré ces difficultés, il se conforme aux instructions données par Louis XIV.[réf. nécessaire]
Dans le domaine de la botanique il fait non seulement un herbier, mais il décrit différentes récoltes. Ainsi à l'île de Chio il décrit la production du mastic à partir de la résine coulant des incisions faites dans les troncs du pistachier térébinthe (Pistacia terebinthus). Il décrit également la récolte du laudanum, utilisé autrefois en parfumerie, à partir de la gomme résineuse du Cistus ladanifer (Ciste à gomme),.
Mais ne se cantonnant pas à la botanique, il se fait tour à tour archéologue, géographe, ethnologue et multiplie les notes, observations et descriptions. Avec l'aide d'Aubriet, il redessine les cartes de la mer Noire et décrit les systèmes de défense et de fortification des ports qu'il traverse. Il décrit les religions orthodoxes et musulmanes. Les mœurs et coutumes des populations visitées font l'objet de récits savoureux. Dans l'île de Siphanto (Sifnos) il remarque dans sa lettre IV que « les femmes qui couvrent leur visage avec des bandes de linge pour protéger leur teint, ressemblent à des momies ambulantes ».[réf. nécessaire] 

La lecture de son livre montre l'étendue de ses connaissances en dehors de la botanique, notamment dans le domaine de l'histoire antique.

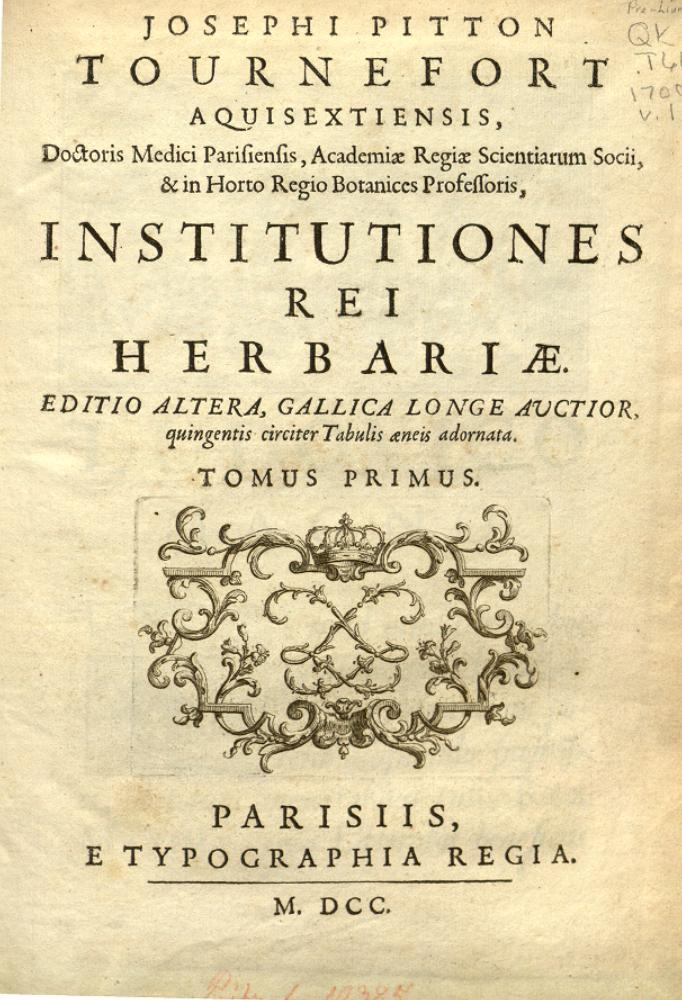
Page de titre d’Institutiones rei herbariae, editio altera (1700).

Ce périple permet d'engranger une moisson formidable : 1 356 plantes inédites et 25 genres nouveaux viennent compléter et enrichir l'inventaire du monde vivant.[réf. nécessaire]

## Les derniers jours
Après son retour de son voyage au Levant, Tournefort est nommé en 1706 professeur de médecine et botanique au Collège royal.
En 1707 il rédige le premier traité connu mentionnant la culture du champignon de Paris.
Jouissant d'une santé robuste, il aurait pu pendant longtemps encore faire progresser la science. Or, revenant du jardin royal en portant un paquet de plantes sous le bras, il est violemment heurté par une charrette qui l'écrase contre un mur, dans la rue Lacépède, le 16 avril 1708. Il perd beaucoup de sang et après quelques mois de maladie, il meurt le 28 décembre 1708, à l'âge de 52 ans.
Il lègue ses manuscrits à son élève et ami, Michel-Louis Reneaulme de Lagaranne (1676–1739). Son ami de toujours Pierre Joseph Garidel a dit à son sujet dans son livre Histoire des plantes qui naissent aux environs d'Aix-en-Provence et dans plusieurs autres endroits de la Provence « qu'il a été de nos jours et sera dans les siècles à venir un sujet d'admiration ».

## Publications
- [1694] Éléments de botanique ou méthode pour connaître les plantes (3 vol. avec 451 tables, dans lequel 7 000 espèces sont considérées ; dont t. 1, t. 2 et t. 3), Paris, imprimerie royale, 1694.
- [1698] Histoire des plantes qui naissent aux environs de Paris avec leur usage dans la médecine, Paris, 1698, sur gallica.

- Institutiones rei herbariae, editio altera (Paris, 1700, 3 volumes, traduction latine augmentée d'Élémens de botanique). Voir tome 1 ; tome 2 ; tome 3.

- Corollarium institutionum rei herbariae in quo plantae 1356 munificentia Ludovici Magni in orientalibus regionibus observatae recensentur et ad genera sua revocantur (Paris, imprimerie royale, 1703).

- [1717] Relation d'un voyage du Levant fait par ordre du roy (2 vol. (éd. de Paris), dont tome 1 et tome 2), Paris / Lyon, imprimerie royale / Bruyset éd., 1717, sur gallica.

- Traité de la matière médicale ou l'histoire et l'usage des médicaments et de leur analyse chimique ouvrage posthume mis à jour par Besnier (Paris, 1717, 2 vol.).

## Hommages
- Carl von Linné (1707-1778) lui dédia un genre de la famille des Boraginaceae : Tournefortia .
- Bernard Le Bouyer de Fontenelle (1657-1757) prononça son éloge à l'Académie des sciences[24]. Il figure en avertissement dans le livre « Relation d'un voyage au Levant » et donne de précieuses indications sur la vie de Tournefort.
- Le 18 novembre 1791, la rue Laubépin (ou Lebeaupin), ouverte peu auparavant à Nantes, est rebaptisée rue Tournefort[25].
- Le 24 août 1864, la rue Neuve-Sainte-Geneviève dans le 5e arrondissement de Paris est rebaptisée rue Tournefort[26].
- À Aix-en-Provence, sa ville natale, une rue porte son nom.